# Lille flamingo
Lille flamingo (Phoenicopterus minor) er en fugleart, der lever i det subsahariske Afrika og det vestlige Indien.